# Vasili Bliuher
 Vasili Constantinovici Bliuher (în rusă Васи́лий Константи́нович Блю́хер)  (n. 1 decembrie 1889 – d. 9 noiembrie 1938) a fost militar rus, mareșal al Uniunii Sovietice, unul dintre cele mai proeminente victime ale Marii Epurări în rândul ofițerilor sovietici înainte de cel de-al Doilea Război Mondial.
1. 1 2  Istoriceskaia iențiklopedia Sibiri
2. ↑  Wassilij Blücher, Munzinger Personen, accesat în 9 octombrie 2017
3. ↑  Vasilij Konstantinovič Blûher, Autoritatea BnF